# Cold Hesledon

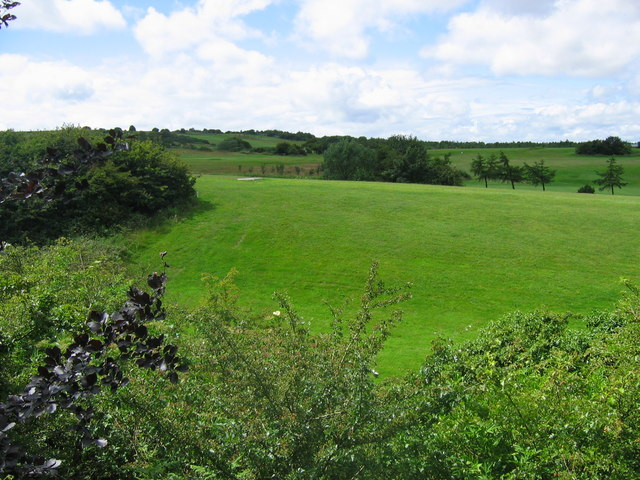
Cold Hesledon

Cold Hesledon – wieś w Anglii, w hrabstwie Durham. Leży 16 km na wschód od miasta Durham i 377 km na północ od Londynu.